# ニコラ・カティナ

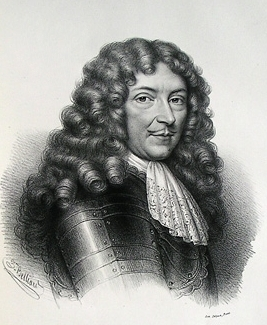
ニコラ・カティナ

ニコラ・カティナ（Nicolas Catinat, 1637年9月1日 - 1712年2月22日）は、フランス・ブルボン朝の軍人。
フランス軍に入隊してオランダ侵略戦争で頭角を現し、1686年にヴァルド派の追放に取り組み、1688年の大同盟戦争でドイツのフィリップスブルク包囲に加わった後でイタリア戦線を任された。1690年のシュタファルダの戦いと1693年のマルサリーアの戦いでサヴォイア公ヴィットーリオ・アメデーオ2世に勝利、1696年にサヴォイアを同盟から離脱させる手柄を挙げ、1693年に元帥に叙任された。
スペイン継承戦争でもイタリア戦線の司令官に就いていたが、1701年にプリンツ・オイゲンに防衛線を破られ後退（カルピの戦い）、ヴィルロワ公と交替させられ副司令官に降格、キアーリの戦いにも敗れてドイツ戦線へ異動、ライン川の守備を務めた後に引退、部下のヴィラールに引き継がれた。1712年にサン＝グラティアンで74歳で死去、書き残した回想録が1819年に出版された。